# UEFA Women's Champions League 2017/18
De UEFA Women's Champions League 2017/18 is het 17de seizoen van dit Europese voetbaltoernooi voor vrouwen georganiseerd door de UEFA. De finale vond plaats op 24 mei 2018 in het Valeri Lobanovskystadion in Kiev, Oekraïne. Olympique Lyon prolongeerde haar titel door in de finale VfL Wolfsburg te verslaan. Na 90 minuten stond er nog 0-0 op het bord, maar in de verlenging trok Lyon met 4-1 aan het langste eind. Het was voor Lyon de 5e titel, waarvan de 3e op rij. Hiermee is men tevens recordhouder.

## Speelschema
| Ronde                | Loting           | 1e wedstrijd         | 2e wedstrijd          |
| -------------------- | ---------------- | -------------------- | --------------------- |
| Kwalificatietoernooi | 23 juni 2017     | 22 -28 augustus 2017 | 22 -28 augustus 2017  |
| Laatste 32           | 1 september 2017 | 4 & 5 oktober 2017   | 11 & 12 oktober 2017  |
| Laatste 16           | 16 oktober 2017  | 8 & 9 november 2017  | 15 & 16 november 2017 |
| Kwartfinale          | 24 november 2017 | 21 & 22 maart 2018   | 28 & 29 maart 2018    |
| Halve finale         | 24 november 2017 | 21 & 22 april 2018   | 28 &29 april 2018     |
| Finale               | 24 november 2017 | 24 mei 2018          | 24 mei 2018           |

## Kwalificatietoernooi
De loting voor de kwalificatieronde werd gehouden op 23 juni 2017.
| Legenda kleuren in de tabellen              |
| ------------------------------------------- |
| Groepswinnaars door naar de knock-out fase. |
| Uitgeschakeld                               |

#### Groep 1
| Nr. | Club                 | Wedstrijden | Wedstrijden | Wedstrijden | Wedstrijden | Doelpunten | Doelpunten | Doelpunten | Pnt. |
| --- | -------------------- | ----------- | ----------- | ----------- | ----------- | ---------- | ---------- | ---------- | ---- |
| Nr. | Club                 | WG          | W           | G           | V           | DV         | DT         | +/-        | Pnt. |
| 1   | Gintra Universitetas | 3           | 3           | 0           | 0           | 13         | 1          | +12        | 9    |
| 2   | Konak Belediyespor   | 3           | 2           | 0           | 1           | 11         | 4          | +7         | 6    |
| 3   | Partizán Bardejov    | 3           | 1           | 0           | 2           | 4          | 9          | –5         | 3    |
| 4   | FC Martve            | 3           | 0           | 0           | 3           | 0          | 14         | –14        | 0    |

#### Groep 2
| Nr. | Club                | Wedstrijden | Wedstrijden | Wedstrijden | Wedstrijden | Doelpunten | Doelpunten | Doelpunten | Pnt. |
| --- | ------------------- | ----------- | ----------- | ----------- | ----------- | ---------- | ---------- | ---------- | ---- |
| Nr. | Club                | WG          | W           | G           | V           | DV         | DT         | +/-        | Pnt. |
| 1   | Olimpia Cluj        | 3           | 2           | 1           | 0           | 5          | 1          | +4         | 7    |
| 2   | Hibernian           | 3           | 1           | 2           | 0           | 7          | 2          | +5         | 5    |
| 3   | Zhytlobud-2 Kharkiv | 3           | 1           | 1           | 1           | 10         | 2          | +8         | 4    |
| 4   | Swansea City        | 3           | 0           | 0           | 3           | 0          | 17         | –17        | 0    |

#### Groep 3
| Nr. | Club          | Wedstrijden | Wedstrijden | Wedstrijden | Wedstrijden | Doelpunten | Doelpunten | Doelpunten | Pnt. |
| --- | ------------- | ----------- | ----------- | ----------- | ----------- | ---------- | ---------- | ---------- | ---- |
| Nr. | Club          | WG          | W           | G           | V           | DV         | DT         | +/-        | Pnt. |
| 1   | AFC Ajax      | 3           | 3           | 0           | 0           | 11         | 1          | +10        | 9    |
| 2   | Standard Luik | 3           | 2           | 0           | 1           | 10         | 3          | +7         | 6    |
| 3   | Pärnu JK      | 3           | 1           | 0           | 2           | 3          | 4          | –1         | 3    |
| 4   | Rigas FS      | 3           | 0           | 0           | 3           | 0          | 16         | –16        | 0    |

#### Groep 4
| Nr. | Club         | Wedstrijden | Wedstrijden | Wedstrijden | Wedstrijden | Doelpunten | Doelpunten | Doelpunten | Pnt. |
| --- | ------------ | ----------- | ----------- | ----------- | ----------- | ---------- | ---------- | ---------- | ---- |
| Nr. | Club         | WG          | W           | G           | V           | DV         | DT         | +/-        | Pnt. |
| 1   | Medyk Konin  | 3           | 2           | 1           | 0           | 6          | 2          | +4         | 7    |
| 2   | Shelbourne   | 3           | 1           | 2           | 0           | 3          | 1          | +2         | 5    |
| 3   | PK-35 Vantaa | 3           | 1           | 1           | 1           | 2          | 2          | 0          | 4    |
| 4   | Linfield     | 3           | 0           | 0           | 3           | 0          | 17         | –17        | 0    |

## Hoofdtoernooi
In de knock-out fase speelden de teams twee keer tegen elkaar, zowel uit als thuis. De finale bestond uit één wedstrijd gespeeld op neutraal terrein. De regels voor de loting in elke ronde waren als volgt:
- In de loting voor de 16de finale werden de zestien teams met de hoogste UEFA coëfficiënt gescheiden van de andere zestien teams in twee verschillende potten. De teams uit pot één speelden de eerste wedstrijd uit en de tweede thuis. Teams uit hetzelfde land konden elkaar niet loten.
- In de loting voor de 8ste finale werden de acht teams met de hoogste UEFA coëfficiënt gescheiden van de andere acht teams in twee verschillende potten. De teams uit pot één speelden de eerste wedstrijd uit en de tweede thuis. Teams uit hetzelfde land konden elkaar niet loten.
- Vanaf de loting voor de kwartfinale gingen alle teams in één pot. Teams uit hetzelfde land konden elkaar wel loten.

### Laatste 32
- Loting: 1 september 2017
- speeldata:  4 & 5 oktober 2017 en 11 & 12 oktober 2017

| Team 1               | Tot.      | Team 2           | 1e wedstr. | 2e wedstr. |
| -------------------- | --------- | ---------------- | ---------- | ---------- |
| Stjarnan             | 5 – 1     | Rossiyanka       | 1 – 1      | 4 – 1      |
| Fiorentina           | 2 – 1     | Fortuna Hjørring | 2 – 1      | 0 – 0      |
| Apollon Limassol     | 0 – 4     | Linköping        | 0 – 1      | 0 – 3      |
| Montpellier          | 2 – 1     | Zvezda Perm      | 0 – 1      | 2 – 0      |
| BIIK Kazygurt        | (u) 4 – 4 | Glasgow City     | 3 – 0      | 1 – 4      |
| Gintra Universitetas | 3 – 2     | Zürich           | 1 – 1      | 2 – 1      |
| Atlético Madrid      | 2 – 15    | Wolfsburg        | 0 – 3      | 2 – 12     |
| Lillestrøm           | 3 – 1     | Brøndby          | 0 – 0      | 3 – 1      |
| Ajax                 | 1 – 2     | Brescia          | 1 – 0      | 0 – 2      |
| St. Pölten           | 0 – 6     | Manchester City  | 0 – 3      | 0 – 3      |
| Chelsea              | (u) 2 – 2 | Bayern München   | 1 – 0      | 1 – 2      |
| FC Minsk             | 4 – 7     | SK Slavia Praag  | 1 – 3      | 3 – 4      |
| Medyk Konin          | 0 – 14    | Lyon             | 0 – 5      | 0 – 9      |
| PAOK                 | 0 – 8     | AC Sparta Praag  | 0 – 5      | 0 – 3      |
| Olimpia Cluj         | 0 – 5     | Rosengård        | 0 – 1      | 0 – 4      |
| Avaldsnes            | 0 – 6     | Barcelona        | 0 – 4      | 0 – 2      |

### Laatste 16
- Loting: 16 oktober 2017[1][2]
- speeldata: 8 november 2017 en 15 november 2017

| Team 1               | Tot.   | Team 2          | 1e wedstr. | 2e wedstr. |
| -------------------- | ------ | --------------- | ---------- | ---------- |
| AC Sparta Praag      | 1 – 4  | Linköping       | 1 – 1      | 0 – 3      |
| Gintra Universitetas | 0 – 9  | Barcelona       | 0 – 6      | 0 – 3      |
| Chelsea              | 4 – 0  | Rosengård       | 3 – 0      | 1 – 0      |
| Lillestrøm           | 1 – 7  | Manchester City | 0 – 5      | 1 – 2      |
| Brescia              | 2 – 9  | Montpellier     | 2 – 3      | 0 – 6      |
| BIIK Kazygurt        | 0 – 16 | Lyon            | 0 – 7      | 0 – 9      |
| Fiorentina           | 3 – 7  | Wolfsburg       | 0 – 4      | 3 – 3      |
| Stjarnan             | 1 – 2  | SK Slavia Praag | 1 – 2      | 0 – 0      |

### Kwartfinales
- Loting: 24 november 2017[3]
- speeldata: 21 & 22 maart 2018  en 28 & 29 maart 2018

| Team 1          | Tot. | Team 2          | 1e wedstr. | 2e wedstr. |
| --------------- | ---- | --------------- | ---------- | ---------- |
| Montpellier     | 1–5  | Chelsea         | 0–2        | 1–3        |
| Wolfsburg       | 6–1  | SK Slavia Praag | 5–0        | 1–1        |
| Manchester City | 7–3  | Linköping       | 2–0        | 5–3        |
| Lyon            | 3–1  | Barcelona       | 2–1        | 1–0        |

### Halve finales
- Loting: 24 november 2017
- speeldata: 21 & 22 april 2018 en 28 & 29 april 2018

| Team 1          | Tot. | Team 2    | 1e wedstr. | 2e wedstr. |
| --------------- | ---- | --------- | ---------- | ---------- |
| Chelsea         | 1–5  | Wolfsburg | 1–3        | 0–2        |
| Manchester City | 0–1  | Lyon      | 0–0        | 0–1        |

### Finale
|                   |            |          |                                                   |                                                                                               |
| 24 mei 2018 17.00 | Wolfsburg  | 1–4 n.v. | Lyon                                              | Valeri Lobanovskystadion, Kiev Toeschouwers: 14.237 Scheidsrechter: Jana Adámková ( Tsjechië) |
| 24 mei 2018 17.00 | Harder 93' | Verslag  | 98' Henry 99' Le Sommer 103' Hegerberg 116' Abily | Valeri Lobanovskystadion, Kiev Toeschouwers: 14.237 Scheidsrechter: Jana Adámková ( Tsjechië) |